# Chrom(III)-sulfat
Chrom(III)-sulfat ist eine chemische Verbindung des Chroms aus der Gruppe der Sulfate.

## Darstellung
Chrom(III)-sulfat kann durch die Reduktion von Dichromaten dargestellt werden:
Durch Reaktion von Kaliumdichromat, Schwefelsäure und Schwefelwasserstoff kann Chrom(III)-sulfat hergestellt werden. Als Nebenprodukte entstehen Kaliumsulfat und Wasser:
{\displaystyle \mathrm {4\ K_{2}Cr_{2}O_{7}+13\ H_{2}SO_{4}+3\ H_{2}S} }  {\displaystyle \mathrm {\rightarrow 4\ Cr_{2}(SO_{4})_{3}+4\ K_{2}SO_{4}+16\ H_{2}O} }
Alternativ ist zum Beispiel auch der Einsatz von Ethanol statt Schwefelwasserstoff möglich, wobei – neben dem Chrom(III)-sulfat – Kaliumsulfat, Essigsäure und Wasser entstehen:
{\displaystyle \mathrm {2\ K_{2}Cr_{2}O_{7}+8\ H_{2}SO_{4}+3\ C_{2}H_{5}OH} }  {\displaystyle \mathrm {\rightarrow 2\ Cr_{2}(SO_{4})_{3}+2\ K_{2}SO_{4}+3\ CH_{3}COOH+11\ H_{2}O} }
Über diese Reaktionen erhält man allerdings kristallwasserhaltiges Chrom(III)-sulfat. Das Anhydrat lässt sich durch Entfernen des Kristallwassers bei 280 °C im CO2-Strom darstellen.

## Eigenschaften

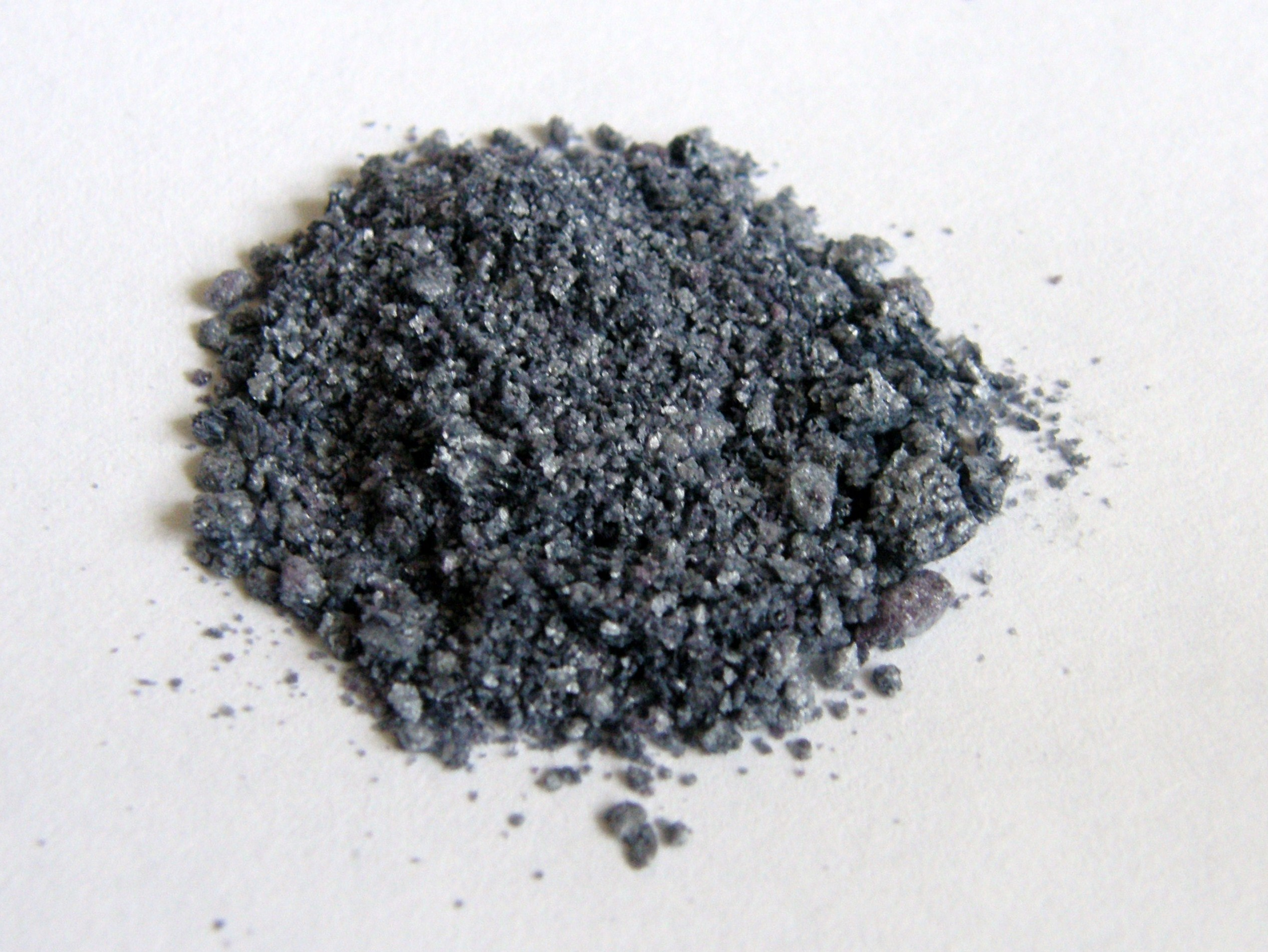
Kristallwasserhaltiges Chrom(III)-sulfat

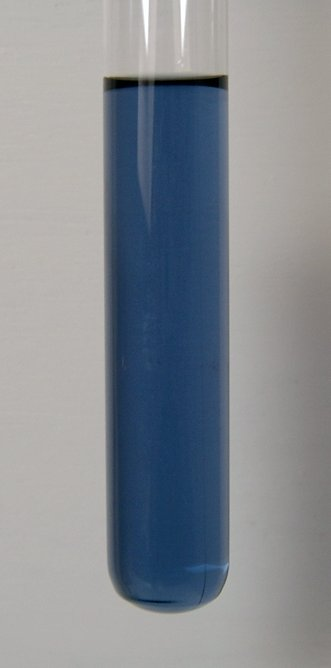
Chrom(III)-sulfatlösung

Wasserfrei bildet Chrom(III)-sulfat rot-braune, hexagonale Kristalle; mit Kristallwasser als Pentahydrat (Cr2(SO4)3 · 5 H2O) ist es dunkelgrün. Das Dodecahydrat und das Octadecahydrat sind hingegen lila bis violett.
Absolut wasserfreies Chrom(III)-sulfat ist in Wasser unlöslich, die kristallwasserhaltigen Formen sind hingegen unter Bildung von blau bis violett gefärbten Aquakomplexen wasserlöslich, die beim Erhitzen in grün gefärbte Sulfatokomplexe übergehen.
Das Pentahydrat hat eine trikline Kristallstruktur, isotyp zu der von Kupfersulfat-Pentahydrat.

## Verwendung
Chrom(III)-sulfat wird als Textilbeize oder zur Gerbung von Leder verwendet. Es wird zudem als Ausgangsstoff für andere Chromverbindungen benutzt.